# Anthias woodsi
O Anthias woodsi, é uma espécie de peixe ósseo da família dos Serranidae e da subfamília Anthiinae. São nativos do Oceano Atlântico Central Ocidental, raramente são vistos, pois são peixes de águas profundas, que podem ser encontrados entre 256 a 421 m de profundidade.

## Etimologia
A etimologia de Anthias, vêm do grego, que significa peixe (especificamente ao canário-do-mar (Anthias anthias), espécie tipo do gênero Anthias e da subfamília Anthiinae.). Woodsi, foi em homenagem a Loren P. Woods (1914-1979), curador dos peixes do Museu Field de História Natural, em Chicago, EUA, ele ajudou nos estudos dos autores, e na identificação de várias espécies de anthias nativos da costa americana.

## Aparência
Um peixe pequeno, que pode alcançar os 20 cm de comprimento. Possui a coloração roxa ou vermelho rosado, com uma linha amarela fluorescente na parte horizontal do corpo, além de possuir um contorno azul em seus olhos grandes.

## Biologia
Grande parte de sua biologia é desconhecida. Vivem em recifes mesofóticos, próximos de cavernas e corais.

## Distribuição
São nativos do Atlântico Central Ocidental, podendo ser encontrado na costa da Flórida, EUA e norte do Mar do Caribe.